# Bulbophyllum camptochilum
Bulbophyllum camptochilum là một loài phong lan thuộc chi Bulbophyllum.